# Boeing 720
Die Boeing 720 ist ein vierstrahliges Schmalrumpfflugzeug des US-amerikanischen Flugzeugherstellers Boeing, das als Tiefdecker ausgelegt ist.
Ausgehend vom erfolgreichen Langstreckenflugzeug Boeing 707 war sie eine verkürzte Variante derselben, die für Kurz- und Mittelstrecken sowie den Betrieb von kürzeren Start- und Landebahnen optimiert war. Die 720 ist das einzige von Boeing konstruierte Düsenverkehrsflugzeug, das an der letzten Nummernstelle nicht die Ziffer 7 führt.

## Geschichte
Einer der Auslöser für die Entwicklung einer verkürzten Boeing 707 war die schon im Jahr 1956 angekündigte Convair CV-880, die kleiner und schneller werden sollte als die Boeing 707 und ihr Konkurrenztyp Douglas DC-8. Daher wurde mit der Entwicklung der 720 schon begonnen, noch bevor die Langstreckenmaschine 707 in Dienst gegangen war. Sie wurde zunächst als Boeing 707-020 bezeichnet, aber später wegen einiger wichtiger Änderungen in Boeing 720 umbenannt, um sie als eigenständigen Typ zu kennzeichnen. Der Preis für die 720B entsprach in etwa demjenigen der 707-100.

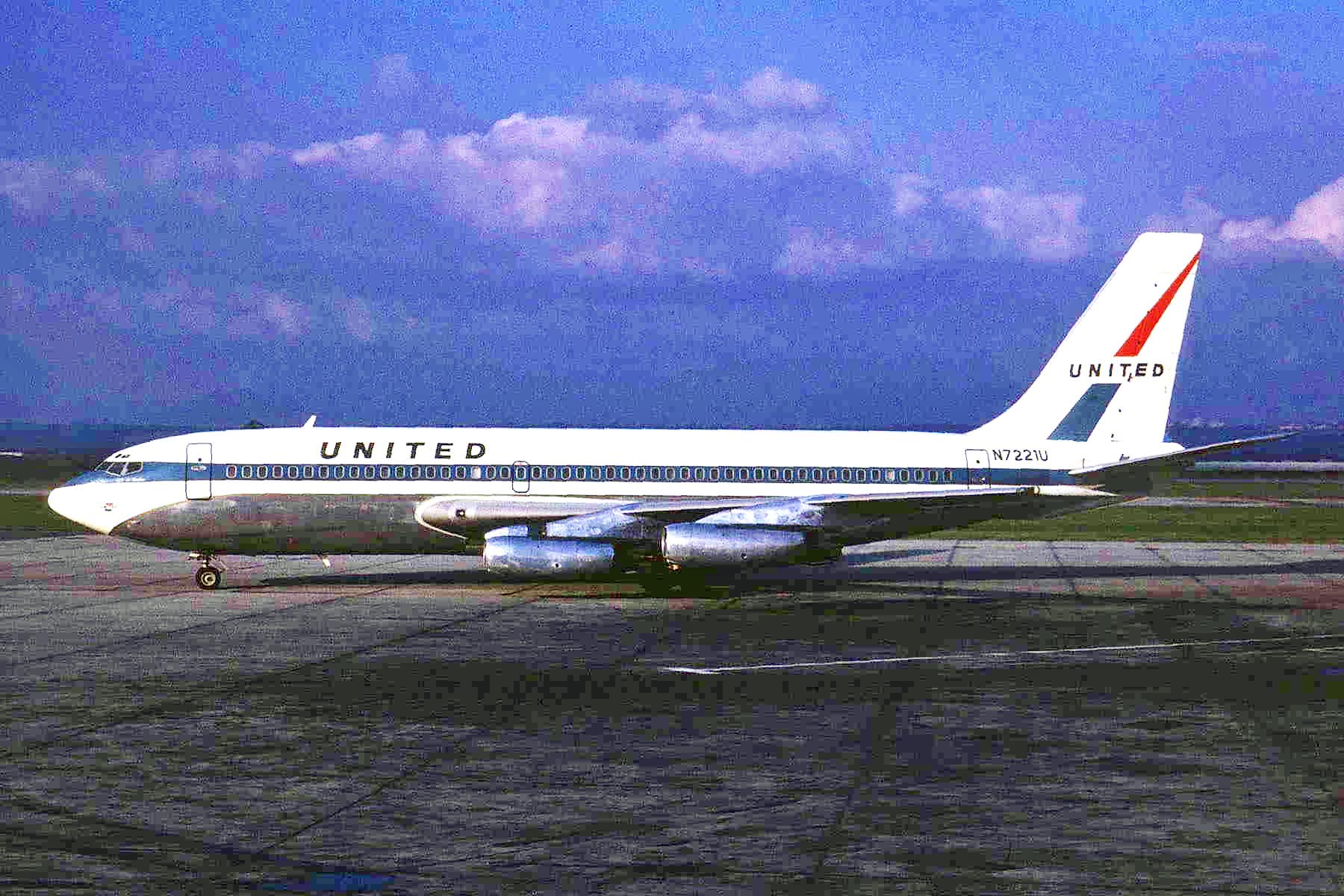
Boeing 720 von United Airlines, Vancouver 1966

Nach den Tests in der Zulassungsphase wurde die Musterzulassung am 30. Juni 1960 erteilt.
Am 5. Juli 1960 wurde die erste Maschine bei United Airlines im Liniendienst in Dienst gestellt, gefolgt von American Airlines am 31. Juli.
Die vor allem durch ihre Triebwerke verbesserte Version Boeing 720B absolvierte ihren Erstflug am 6. Oktober 1960. Das erste Produktionsexemplar der 720B wurde am 3. Februar 1961 an American Airlines ausgeliefert.
Erstkunde in Europa war die Lufthansa, die ihre erste Boeing 720B (D-ABOG) am 17. März 1961 erhielt, die letzte (D-ABOR) am 26. Februar 1962. Lufthansa setzte ihre 8 Boeing 720B auf ihrem Langstreckennetz zu allen fünf Kontinenten ein, jeweils mit zahlreichen Zwischenlandungen. Als Beispiel sei hier die Strecke von Frankfurt nach Tokio-Haneda genannt. Sie wurde über 7 Zwischenlandungen geführt, nämlich Rom, Kairo, Dhahran, Karatschi, Kalkutta, Bangkok und Hongkong mit einer Reisedauer von 24:45 Stunden. Santiago de Chile wurde mit „nur“ 6 Zwischenlandungen schon nach 22:30 Stunden erreicht. Allerdings musterte die Lufthansa ihre nach zwei Abstürzen auf Trainingsflügen verbliebenen 6 Boeing 720 schon ab März 1964 wieder aus und verkaufte bis zum Februar 1966 alle Maschinen an Pan Am. Nach den Bestellungen für weitere Boeing 707-330B und Boeing 727 wurden die 720 nicht mehr benötigt.
Schon gut 3 Jahre nach der Indienststellung der 720 wurde die neue, dreistrahlige Boeing 727 ausgeliefert. Mit ihr wurde ein ähnliches Marktsegment bedient, sie konnte jedoch wirtschaftlicher betrieben werden.
Dies führte zu einem nur mäßigen Markterfolg der vergleichsweise schweren Boeing 720, von der nur 154 Exemplare gebaut wurden, davon 65 in der Grundversion 720 und 89 der verbesserten 720B.
Die letzte Boeing 720 wurde am 20. September 1967 an Western Airlines ausgeliefert.

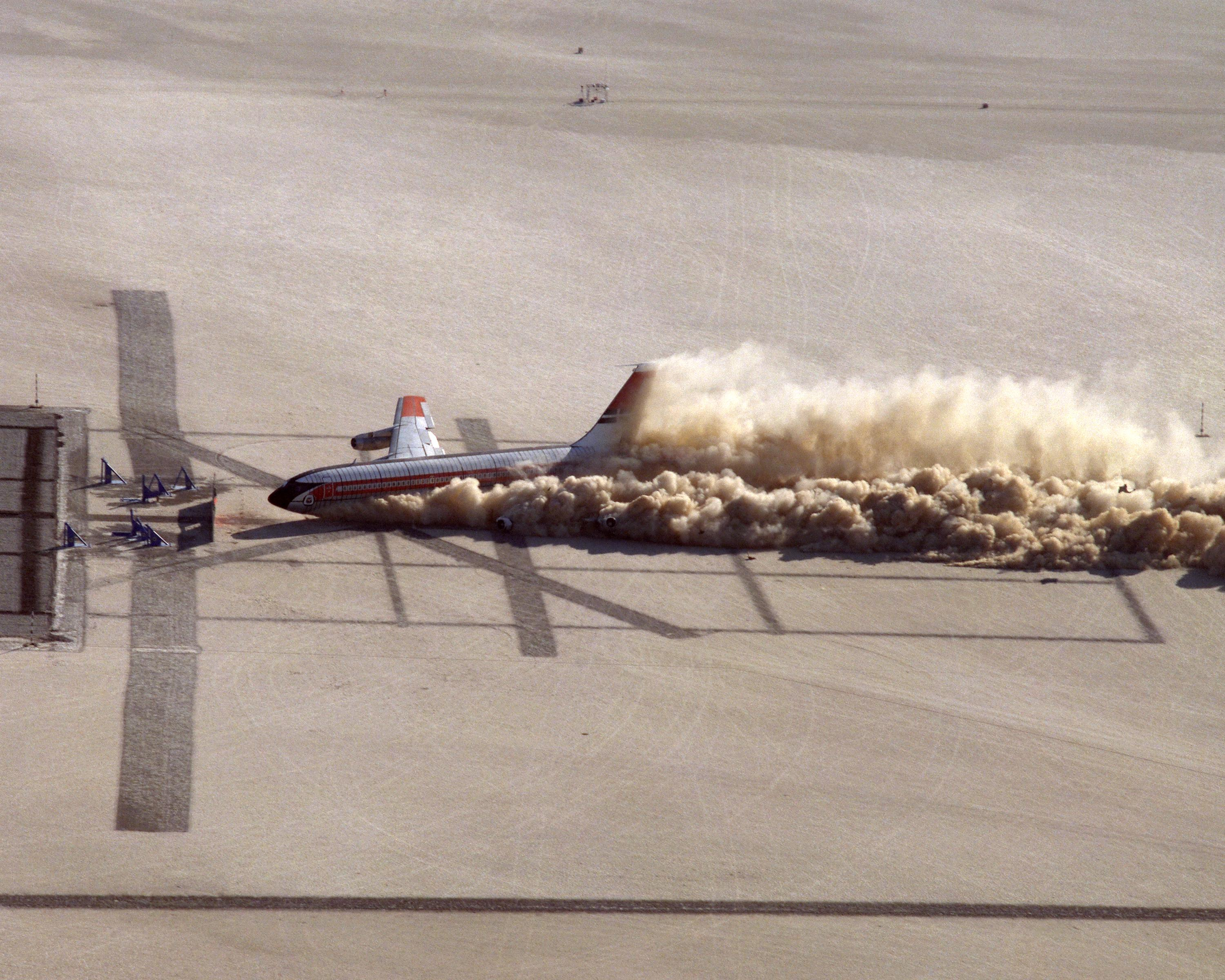
Crashtest mit der Boeing 720 auf der Edwards Air Force Base, 1984

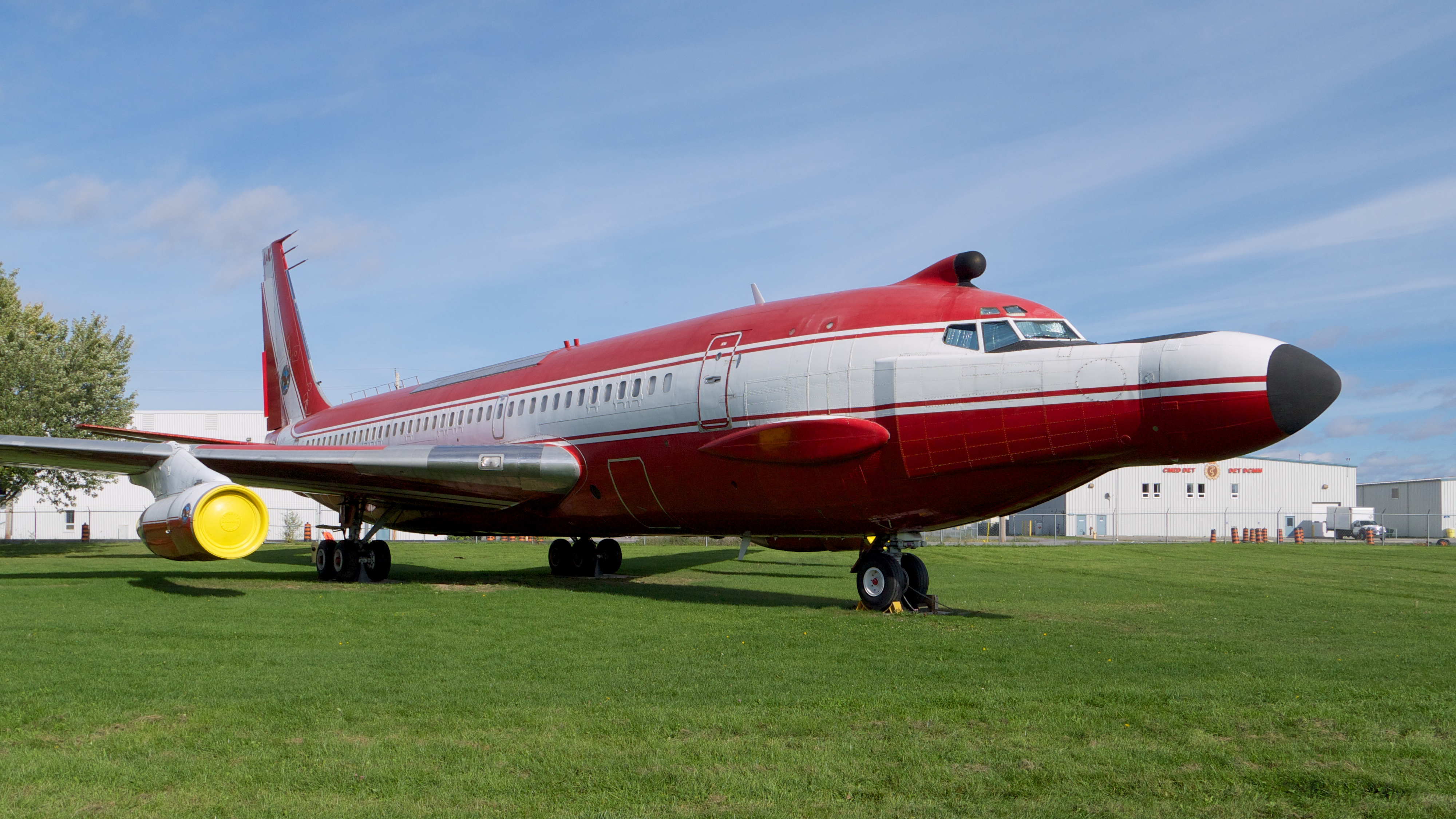
Die zuletzt geflogene Boeing 720 C-FETB, ausgestellt auf der CFB Trenton, 2015

Am 1. Dezember Jahr 1984 nutzte die NASA, zusammen mit der FAA, eine Boeing 720 (Luftfahrzeugkennzeichen N833NA) für eine Controlled Impact Demonstration, einen ferngesteuerten und kontrollierten Absturz der Maschine auf der Edwards Air Force Base (Kalifornien, USA). An Bord waren auch zahlreiche Filmkameras und Puppen. Der Zweck war die Erprobung eines feuerhemmenden Treibstoffzusatzes. Dies ging allerdings komplett schief, denn es gelang nicht, die ohne Piloten fliegende Maschine halbwegs kontrolliert zu landen. Das Flugzeug zerbrach in einem gewaltigen Feuerball.
Die letzte noch fliegende Boeing 720, eine 720-023B (C-FETB), wurde am 1. Dezember 1985 von Pratt & Whitney Canada (PWC) gekauft und bis 2010 betrieben, eine vorher von American Airlines und Middle East Airlines genutzte Maschine. Der Triebwerkshersteller baute sie bis Januar 1988 zum fliegenden Motorenprüfstand um. Anstelle des rechten inneren Triebwerks wurden alle möglichen neuen oder modifizierten Triebwerke eingebaut und getestet. Zusätzlich konnte ein kleiner Turbofan auf der rechten Seite des vorderen Rumpfes montiert werden, während ein Turboprop-Triebwerk in der modifizierten Nase eingebaut werden konnte. Der letzte Testflug fand am 29. September 2010 statt.
Am 9. Mai 2012 wurde die letzte fliegende Boeing 720 vom Flughafen Montreal/Saint-Hubert zur Canadian Forces Base Trenton überführt, um dort im National Air Force Museum of Canada ausgestellt zu werden.

## Konstruktion
Im Vergleich zur Boeing 707-100, von der die 720 abgeleitet war, wurde der Rumpf um 2,54 Meter verkürzt.
Die wichtigste aerodynamische Änderung ist eine Verfeinerung der Flügelvorderkante mittels des Einbaus von Krügerklappen. Dies führte zu einer Senkung der Start- und Landegeschwindigkeiten und damit Verkürzung der erforderlichen Landebahnlänge.
Ein verdicktes Profil der inneren Flügelvorderkante mit etwas größerer Wölbung wie auch eine stärkere Flügelpfeilung zwischen den inneren Triebwerken und dem Rumpf ermöglichten eine größere Reise- und Höchstgeschwindigkeit (auf Mach 0,906) als die der damaligen Version der Boeing 707, die auch sogar über derjenigen der als schnelles Flugzeug konzipierten Convair CV-990 lag.
Eine erhebliche Gewichtseinsparung konnte durch die Verwendung von leichteren geschmiedeten Metallteilen und Rumpfhäuten aus dünnerem Aluminium und Rumpfstrukturen sowie ein kleineres und leichteres Fahrwerk, geändertes Seitenleitwerk* und weniger Toiletten und Bordküchen erzielt werden.
Um das erhöhte Gewicht aufzunehmen, wurde das stärkere Bugfahrwerk der 707-300 verwendet.
Die Treibstoffkapazität wurde auf 53.800 Liter verringert.

## Versionen

### 720
Erste Produktionsversion mit vier Pratt & Whitney JT3C Einstrom-Strahltriebwerken (Turbojet)
Einige an Eastern Airlines gelieferte High-Density-Sitzkonfigurationen verfügten über vier Notluken über den Tragflächen und Bremskühlgebläse, um auf Kurzstrecken kurze Umkehrzeiten zu ermöglichen. Diese Flugzeuge mit der Versionsbezeichnung „720-025“ waren für die Beförderung von bis zu 170 Passagieren zugelassen, sofern bestimmte Sicherheitsanforderungen erfüllt waren.

### 720B
Verbesserte Version mit vier Pratt & Whitney JT3D Mantelstromtriebwerken (Turbofan).

## Modifizierungen
Einige Boeing 720 wurden später in die 720B-Spezifikationen umgebaut. Beispielsweise ließ American Airlines alle ihre 10 Boeing 720 auf den 720B-Standard umrüsten.

## Betreiber (historisch)
Die Liste der Betreiber stammt weitgehend aus Tony Pither: The Boeing 707, 720 and C-135. Air-Britain (Historians), Tunbridge Wells, 1999, ISBN 0 85130 236 X, S. 116–221.

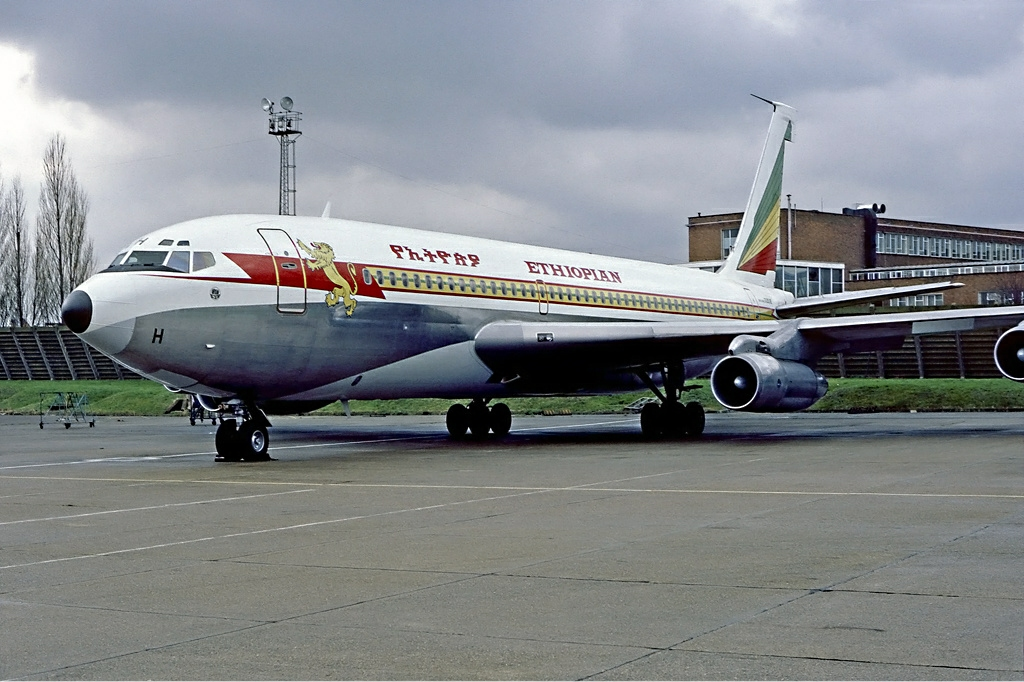
Boeing 720 von Ethiopian Airlines, London-Heathrow 1983

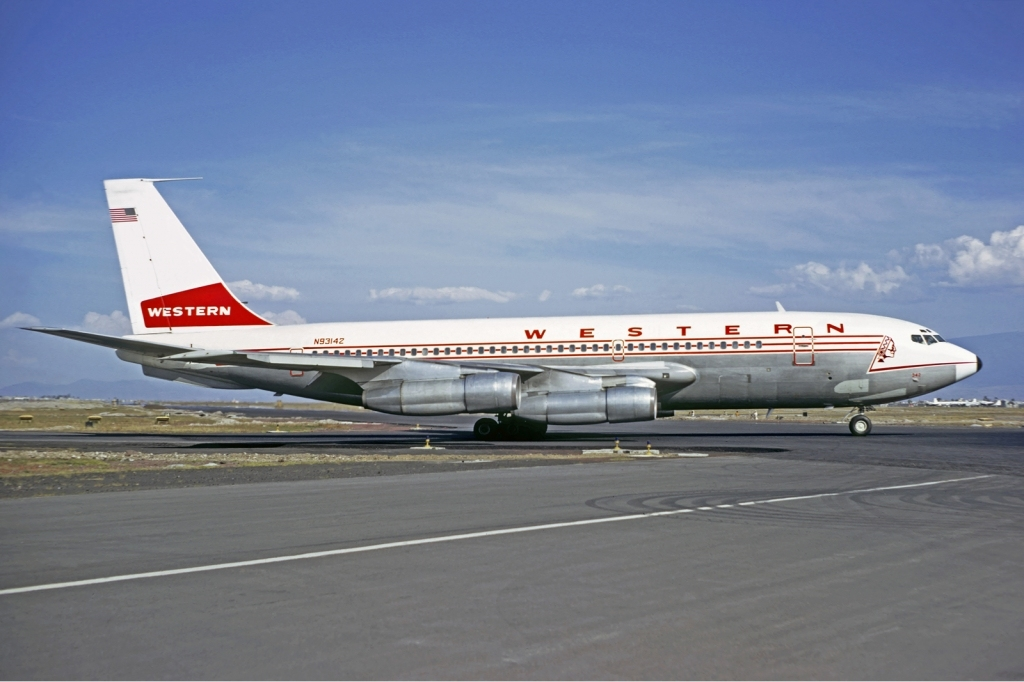
Boeing 720 der Western Airlines, Mexiko-Stadt 1971

Falls nicht anders angegeben, handelt es sich um Boeing 720B.

### Betreiber werksneuer Maschinen
- 03 Aer Lingus 3 × 720
- 25 American Airlines 10 × 720, 15 × 720B
- 04 Avianca
- 05 Braniff International Airways 5 × 720
- 08 Continental Airlines
- 15 Eastern Air Lines 15 × 720
- 02 El Al
- 03 Ethiopian Airlines
- 08 Lufthansa
- 13 Northwest Airlines
- 02 Pacific Northern Airlines 2 × 720
- 04 Pakistan International Airlines
- 02 Saudi Arabian Airlines
- 04 Trans World Airlines
- 29 United Airlines 29 × 720
- 27 Western Airlines

Daraus ergibt sich, dass 128 der 154 gebauten Flugzeuge (83 %) durch US-amerikanische Fluggesellschaften gekauft wurden. Elf Maschinen (7 %) gingen nach Europa, 8 (5,2 %) nach Asien und 4 (2,6 %) konnten in Südamerika verkauft werden.

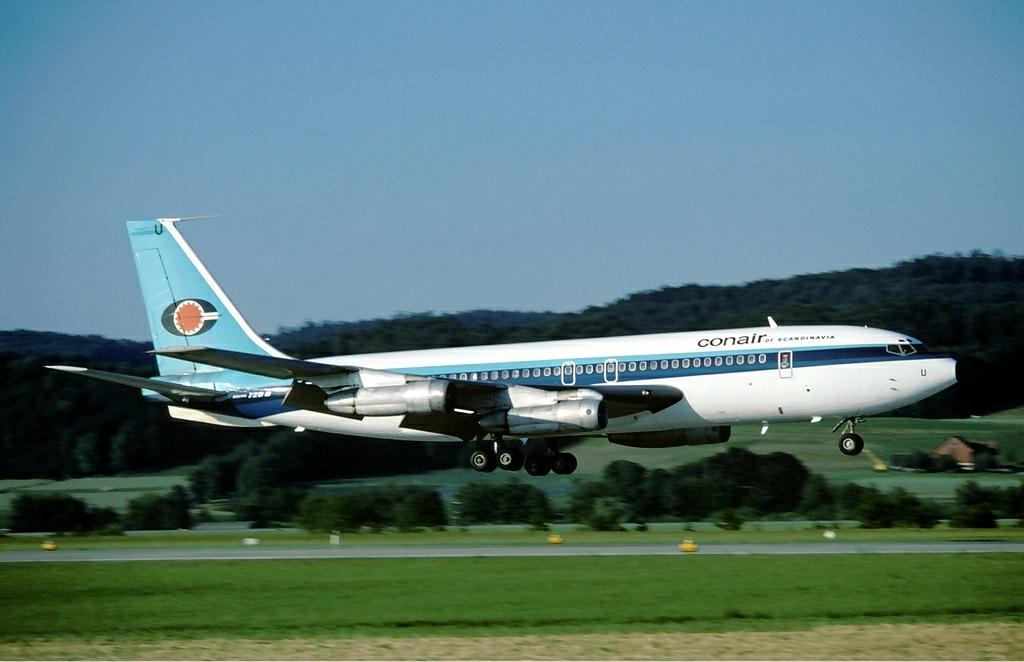
Boeing 720 der Conair of Scandinavia, Zürich 1982

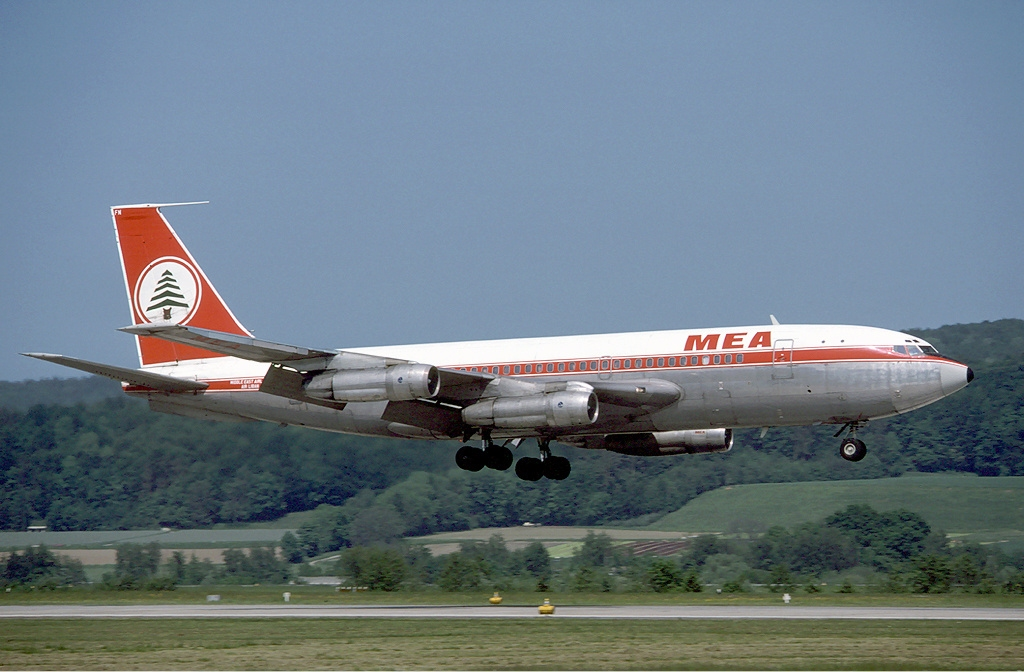
Boeing 720 von Middle East Airlines, Zürich 1985

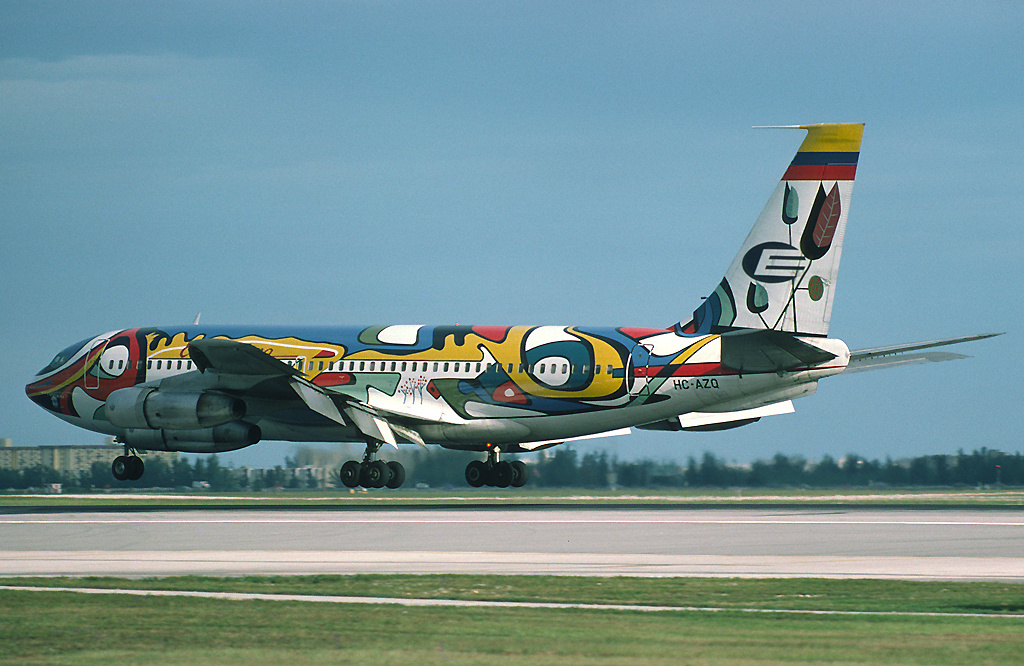
Boeing 720 der Ecuatoriana, Miami 1975

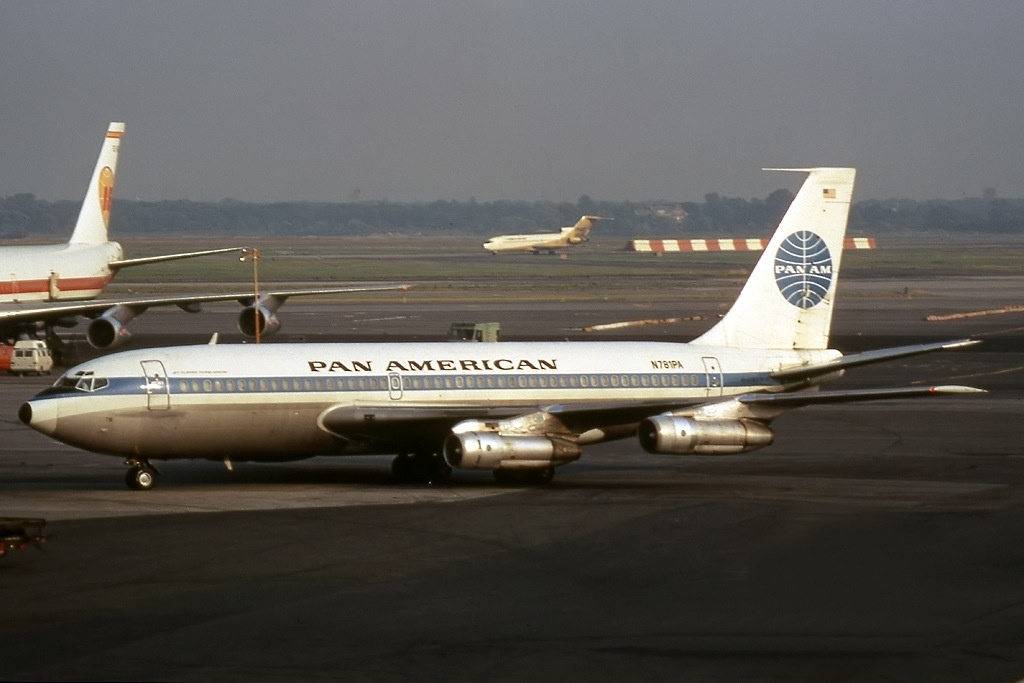
Boeing 720 von Pan Am, New York-JFK 1970

### Betreiber gebrauchter Maschinen

#### Europa
- 05 Air Malta
- 03 Air Viking 3 × 720
- 10 Conair of Scandinavia 5 × 720, 5 × 720B
- 03 Eagle Air (Island) (Arnarflug) 2 × 720, 1 × 720B[22]
- 01 Invicta International Airlines
- 05 Maersk Air
- 07 Monarch Airlines
- 07 Olympic Airlines
- 03 Trans Polar (Norwegen) 3 × 720

#### Asien
- 01 Air Cambodge
- 02 Air Ceylon
- 01 Air Niugini 1 × 720
- 02 Alia
- 02 Alyemda
- 01 Ariana Afghan Airlines
- 02 MAOF Airlines
- 21 Middle East Airlines[23]

#### Afrika
- 3 Air Charter Service (Kongo) 3 × 720
- 3 Air Rhodesia 3 × 720
- 2 Air Tanzania 2 × 720

#### Süd- und Mittelamerika
- 2 Aerocondor Colombia
- 2 Aeromar 2 × 720
- 1 Aeronica
- 1 Aerotal
- 2 Agro Air International Dominicana 2 × 720
- 5 Belize Airways
- 3 Ecuatoriana de Aviación[24]
- 3 SAM Colombia

#### Nordamerika
- 06 Aeroamerica 6 × 720[25]
- 03 Alaska Airlines 3 × 720[26]
- 03 American Trans Air 2 × 720, 1 × 720B
- 01 Federal Aviation Administration 1 × 720
- 09 Pan American World Airways

## Zwischenfälle
Vom Erstflug 1959 bis zum Betriebsende 2012 kam es mit Boeing 720 zu 22 Totalschäden von Flugzeugen. Bei 7 davon kamen 257 Menschen ums Leben.
In diesen Totalschäden sind 10 Verluste von geparkten Maschinen der Middle East Airlines inbegriffen, die alle durch Granaten- oder Raketenbeschuss zerstört wurden, nicht jedoch der oben erwähnte Crash-Test („Controlled Impact Demonstration“) auf der Edwards Air Force Base am 1. Dezember 1984. Der rein flugbetriebliche Verlust von nur 11 Exemplaren der insgesamt 154 gebauten Maschinen belegt eine ungewöhnlich niedrige Unfallrate für diesen Typ.
Die im verlinkten Hauptartikel enthaltene Liste von Zwischenfällen mit der Boeing 707 und Boeing 720 (unten) ist für die bekannten Zwischenfälle vollständig.

## Technische Daten
Die technischen Daten stammen aus dem Werk John W.R. Taylor: Jane’s All The World’s Aircraft, 1963–64. Sampson Low, Marston & Company, London 1964, S. 181–182, sofern nicht anders angegeben.

Boeing 720

| Kenngröße                    | B-720                                                          | B-720B                                                         |
| ---------------------------- | -------------------------------------------------------------- | -------------------------------------------------------------- |
| Besatzung                    | 3 bis 4 (Cockpit)                                              | 3 bis 4 (Cockpit)                                              |
| Passagiere                   | 112 Mixed Class (38+74) bis 165 Tourist (Eastern Airlines 170) | 112 Mixed Class (38+74) bis 165 Tourist (Eastern Airlines 170) |
| Länge                        | 41,50 m                                                        | 41,68 m                                                        |
| Spannweite                   | 39,88 m                                                        | 39,88 m                                                        |
| Höhe                         | 12,62 m                                                        | 12,55 m                                                        |
| Flügelfläche                 | 226,03 m²*                                                     | 226,03 m²*                                                     |
| Nutzlast                     | 15.542 kg                                                      | 15.542 kg                                                      |
| Leermasse                    | 47.650 kg                                                      | 49.705 kg                                                      |
| max. Startmasse              | 96.615 kg                                                      | 106.140 kg                                                     |
| Reisegeschwindigkeit         | 465 kts (862 km/h)                                             | 470 kts (871 km/h)                                             |
| Höchstgeschwindigkeit        | 521 kts (965 km/h)                                             | 540 kts (1000 km/h)                                            |
| Dienstgipfelhöhe             | 42.000 ft                                                      | 42.000 ft                                                      |
| Reichweite (max. Nutzlast)   | 5115 km / 2762 NM                                              | 6760 km / 3650 NM                                              |
| Reichweite (max. Treibstoff) | 5200 km / 2808 NM                                              | 8430 km / 4550 NM                                              |
| Triebwerke                   | 4 × Pratt & Whitney JT3C-7                                     | 4 × Pratt & Whitney JT3D-1                                     |

## Vergleichbare Typen
Weitere Typen mit vergleichbarer Rolle, Konfiguration und Ära
- Convair CV-880